# Ти ниси ништа крив
Ти ниси ништа крив је петнаести студијски албум српске фолк певачице Наде Топчагић, издат 1997. године за ЗАМ и Вујин рекордс. Продуцент албума је био Перица Здравковић, а на албуму је свирао Бобан Марковић.

## Списак песама
| №  | Назив                  | Текст             | Музика            | Трајање |  |
| 1. | Што ме жалиш           | Љиљана Јевремовић | Перица Здравковић |         |  |
| 2. | Засвирале трубе        | Перица Здравковић | Перица Здравковић |         |  |
| 3. | Ти ниси ништа крив     | Ратко Паић        | Перица Здравковић |         |  |
| 4. | Ти си мој дар          | Миланко Ћирковић  | Традиционал       |         |  |
| 5. | Теби је лако           | Светлана Николић  | Беки Бекић        |         |  |
| 6. | Полетела срца наша     | Љиљана Јевремовић | Перица Здравковић |         |  |
| 7. | Циганска краљица       | Миодраг Ж. Илић   | Беки Бекић        |         |  |
| 8. | Ех, што нисам свемоћна | Драгана Цвијовић  | Перица Здравковић |         |  |
| 9. | Љубавна грешка         | Руждија Крупа     | Беки Бекић        |         |  |